# Aeródromo Quenac
El Aeródromo Quenac (OACI: SCQE) es un terminal aéreo de la Isla Quenac, Provincia de Chiloé, Región de los Lagos, Chile. Este aeródromo es de carácter público.